# 白川雅朝王
白川 雅朝王（しらかわ まさともおう）は、戦国時代から江戸時代前期にかけての日本の公卿。元の名は雅英（まさひで）という。神祇伯在任中は雅英王、改名して雅朝王、のち伯の任にないときは白川雅朝と称す。

## 生涯
中院通為の次男として生まれ、白川雅業王の養子となる。永禄4年（1561年）、7歳で叙爵され、翌日侍従となり、その翌日には元服する。永禄12年、15歳のときに神祇伯に就任した。元亀2年、雅朝と改名する。
天正10年（1582年）6月2日に起きた本能寺の変の際には、誠仁親王とともに二条御新造にいたとされ、妙覚寺にいた織田信忠が二条御新造に籠城しようとしたために、雅朝王が誠仁親王らを逃がしたのだという。この時の話は後年に雅朝王が後水尾天皇に度々語っていたという。しかし、他の公家の本能寺の変当時の日記には当日の二条御新造の当番公家衆に雅朝王は含まれていない。
天正13年（1585年）、従三位に叙され、公卿入りを果たした。慶長10年（1605年）に神祇伯職を長男・顕成に譲ったことで、雅朝王から源姓白川雅朝となる。しかし顕成王が伯在任中に早世してしまたっため、元和6年（1620年）再び神祇伯に任じられた。さらに母の服喪により翌年には伯を辞任、以降薨去まで伯ではないために、雅朝は王号を称さなかった。
寛永元年（1624年）、参議となる。これが白川家に於いて、参議になった初めての例である。同8年薨去。享年77歳。法号は松岩院立雪宗異。

## 官歴
- 永禄4年1月5日（1561年1月20日）、従五位下
- 永禄4年1月6日（1561年1月21日）、侍従
- 永禄8年12月24日（1566年1月15日）、従五位上
- 永禄12年12月27日（1570年2月2日）、神祇伯
- 元亀元年7月18日（1570年8月19日）、左近衛少将
- 元亀2年1月6日（1571年1月31日）、正五位下
- 天正2年12月23日（1575年2月3日）、従四位下、伯・左少将は如元
- 天正3年12月18日（1576年1月18日）、左近衛中将
- 天正5年2月20日（1577年3月9日）、従四位上
- 天正8年1月5日（1580年1月21日）、正四位下
- 天正13年1月6日（1585年2月5日）、従三位[2]
- 文禄4年12月20日（1596年1月19日）、兵部卿を兼任
- 文禄5年6月6日（1596年7月1日）、兵部卿から民部卿へ遷任
- 慶長2年1月5日（1597年2月21日）、正三位
- 慶長6年3月19日（1601年4月21日）、信濃権守を兼任[3]
- 慶長7年1月6日（1602年2月27日）、従二位、民部卿辞任
- 慶長10年11月17日（1605年12月26日）、神祇伯譲任
- 慶長11年1月11日（1606年2月17日）、民部卿へ還任
- 慶長16年3月21日（1611年5月3日）、左衛門督へ転任
- 慶長19年1月5日（1614年2月13日）、正二位、左衛門督辞任
- 元和6年4月26日（1620年5月28日）、神祇伯還任
- 元和7年1月28日（1621年3月21日）、神祇伯辞任
- 寛永元年3月15日（1624年5月2日）、参議

## 系譜

### 家族
- 実父：中院通為
- 実母：家女房
  - 実兄弟：中院通総、岡島一吉室、白川雅朝王、中院通勝、公厳、女子、真祐
- 養父：白川雅業王
  - 養姉妹：中山親綱室
- 実子：白川顕成王（1584 - 1618）
- 養子：白川雅陳王（1592 - 1663） - 高倉永孝次男

### 血脈
花山天皇の男系としての血脈は、雅朝の養子入りにより途絶えてしまうことになるが、雅朝の父である中院通為は村上天皇の男系血脈を受け継いでいる。花山天皇は村上天皇の皇孫にあたるため、村上天皇を起点として捉えた場合、皇別の血脈それ自体は保たれている。しかし、実子の顕成王の早世により迎え入れた雅陳王は高倉家の出自である。これは藤原氏北家長良流の家であり、白川家の実系としての皇別の男系血脈は断絶したことになる。
- 村上天皇─具平親王─源師房─顕房─雅実─顕通─雅通─通親─久我通光─通忠─通基─通雄─長通─通相─具通─通宣─清通─通博─中院通世─中院通胤─中院通為─白川雅朝王